# Cornwall (Ontario)
Cornwall is een stad in Canada in de provincie Ontario.
Cornwall telde in 2006 bij de volkstelling 48.792 inwoners.

## Galerij

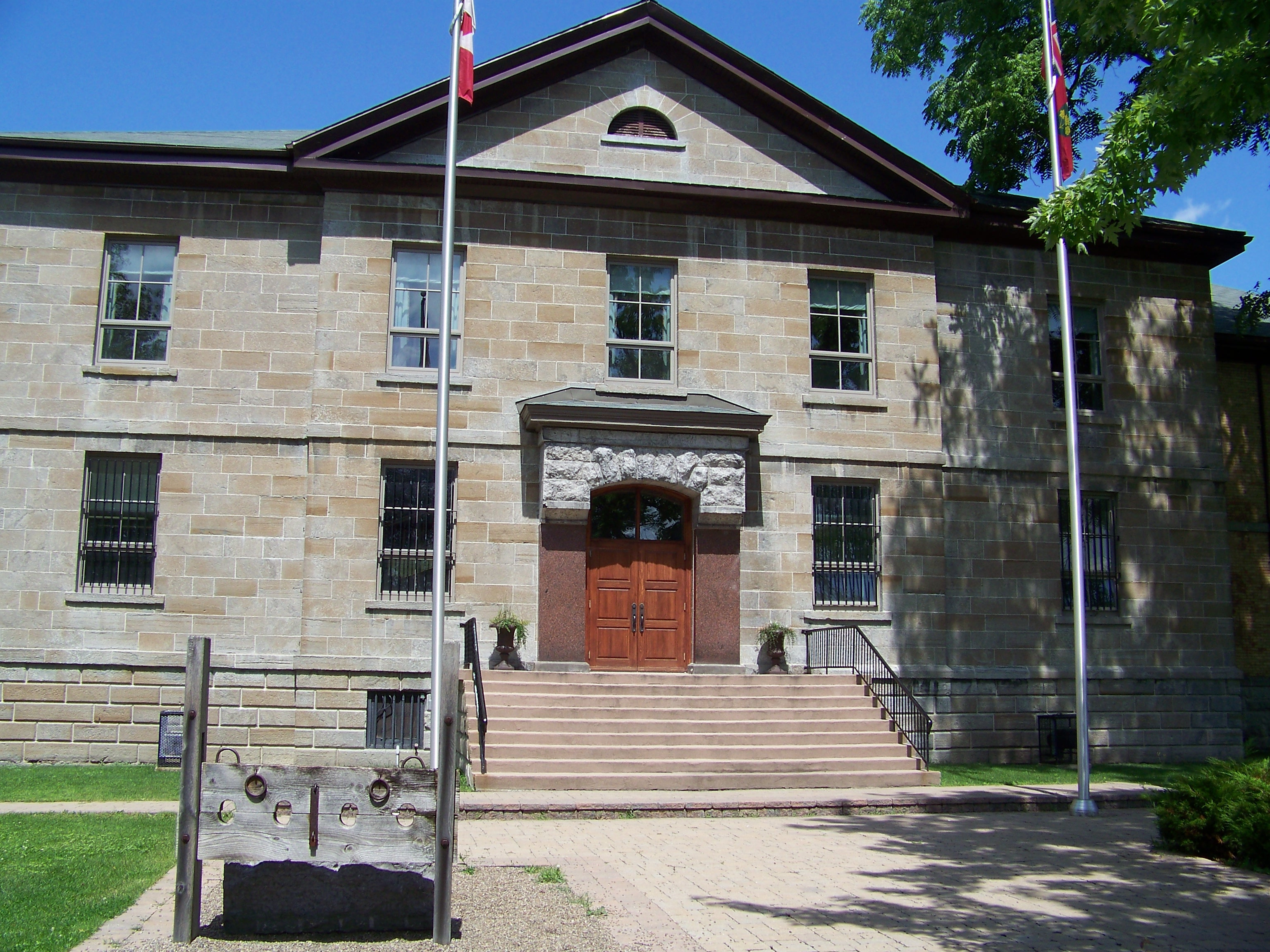
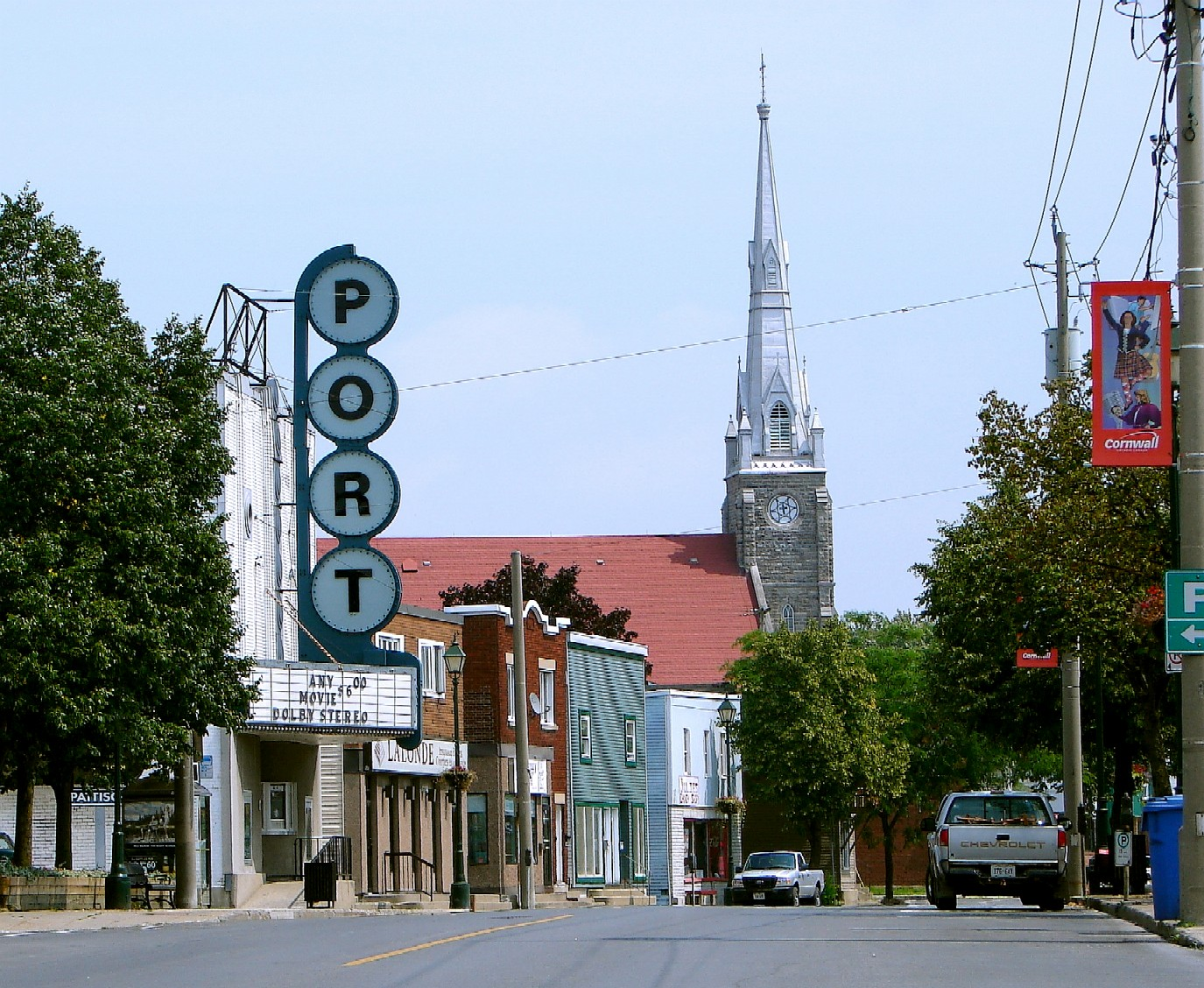
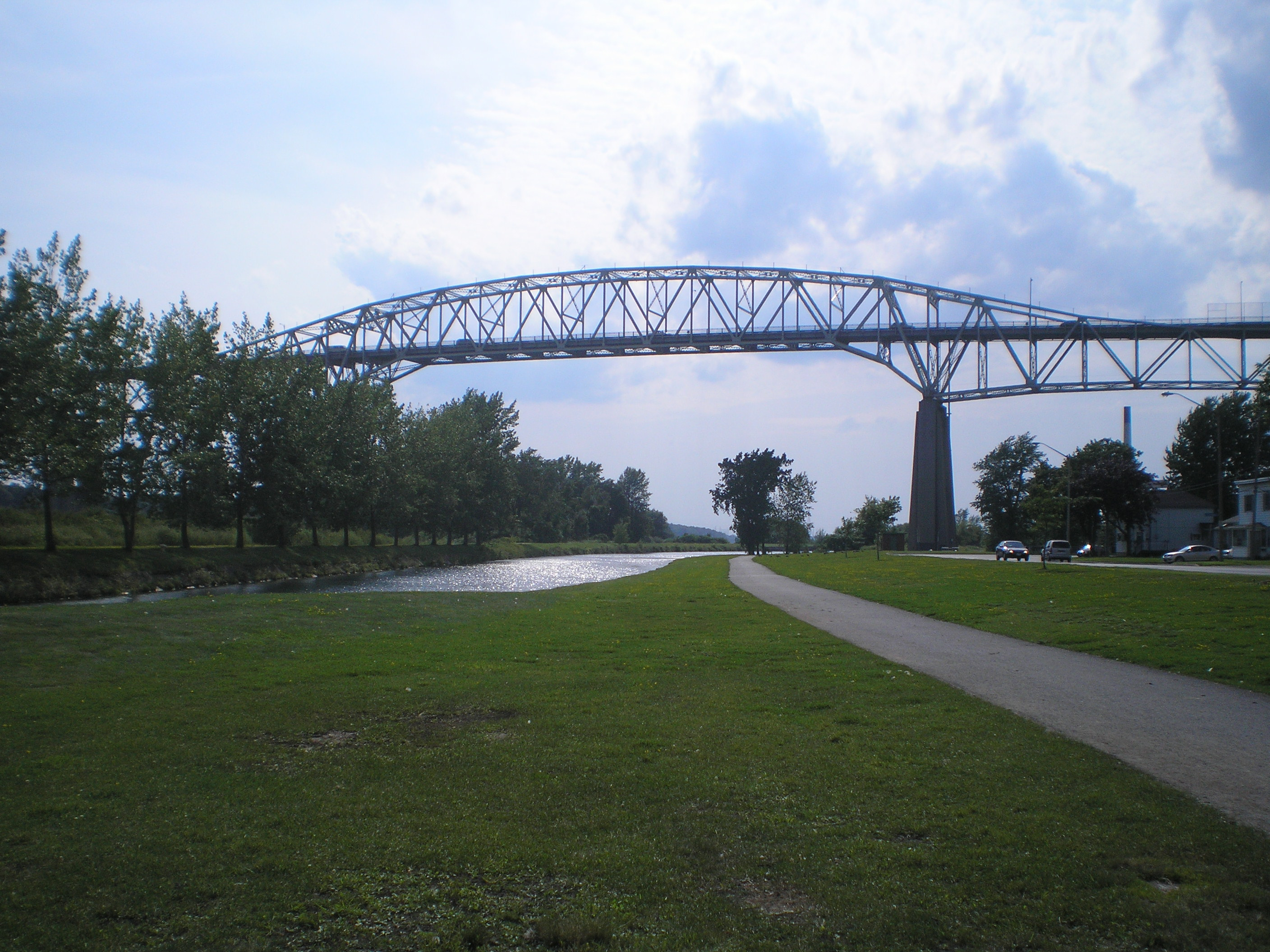
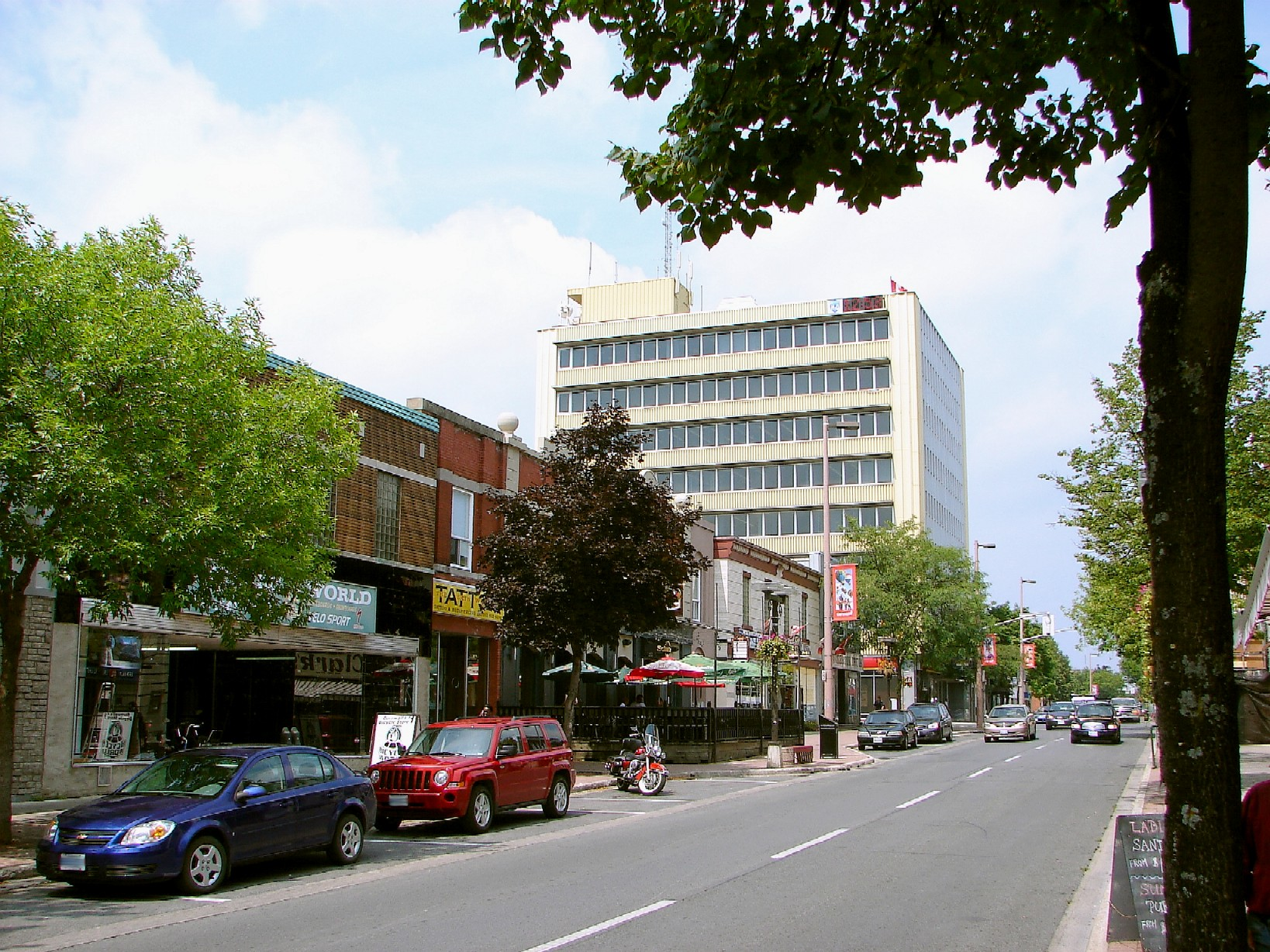
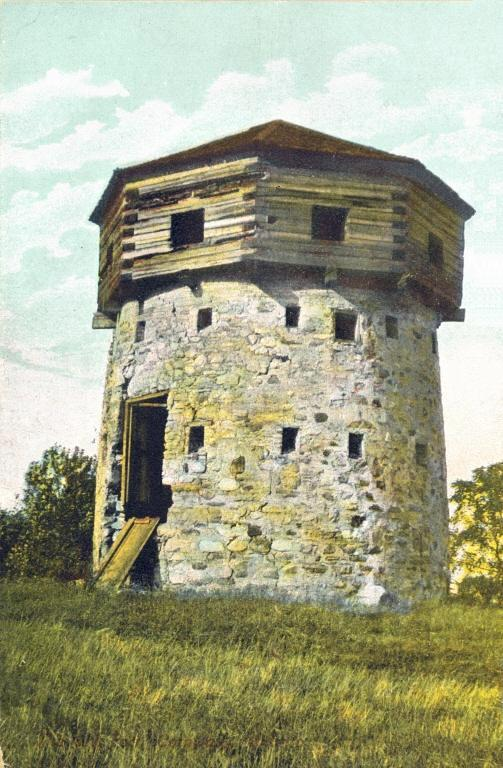
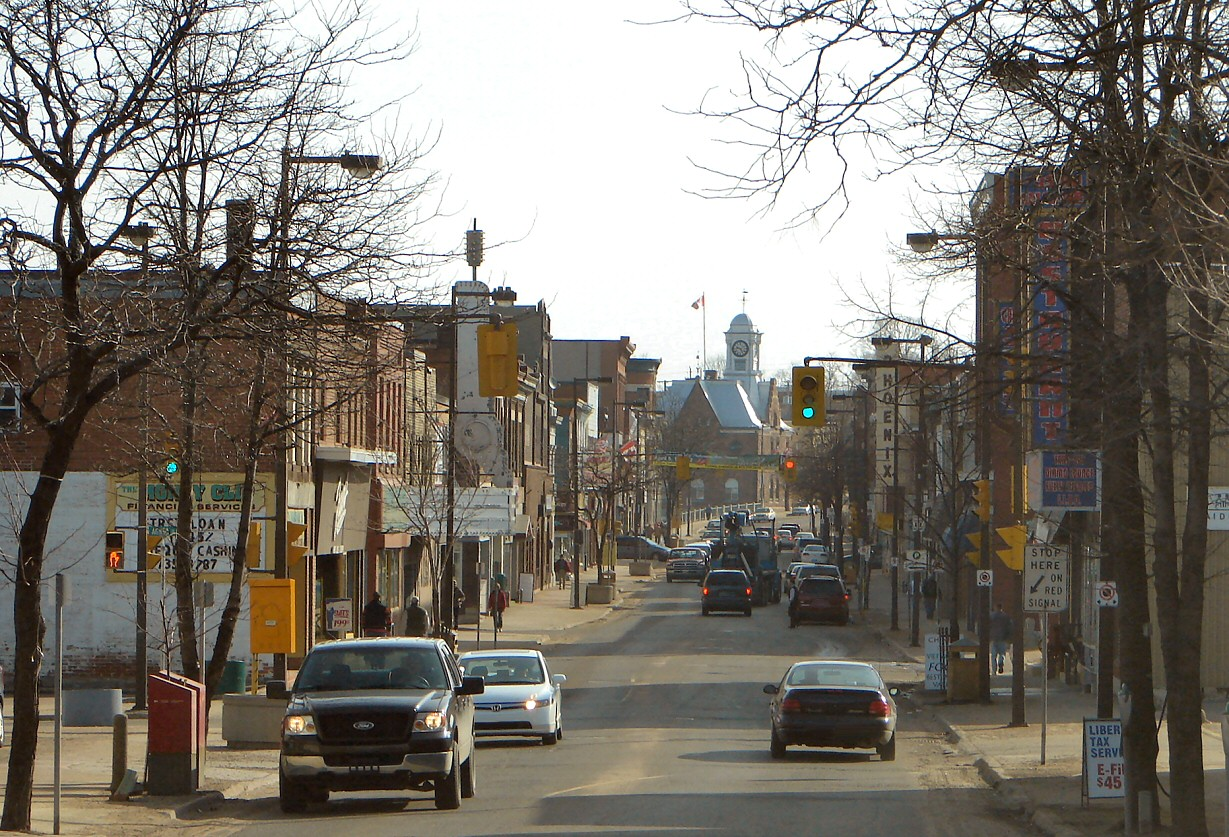